# Obsessed
Obsessed ist ein US-amerikanischer Thriller aus dem Jahr 2009 von Steve Shill. Er handelt von einer Frau, die von einem Mann besessen ist und versucht, dessen Ehe zu zerstören, um selbst mit ihm zusammen sein zu können.
Der Film weist Ähnlichkeit mit Eine verhängnisvolle Affäre (Originaltitel: Fatal Attraction) von Adrian Lyne auf und wird gelegentlich mit ihm verglichen.

## Handlung
Derek Charles ist mit Sharon verheiratet und zieht mit ihr in eine große Villa. Sie haben gerade einen Sohn bekommen und das Eheleben scheint perfekt zu sein. Derek ist erfolgreicher Manager, wodurch Sharon sich allein auf den Haushalt und die Pflege des neugeborenen Kindes konzentrieren kann.
Die Gegenspielerin Sharons ist Lisa Sheridan, eine junge, attraktive Frau, die in Dereks Büro für zwei Wochen einen Aushilfsjob hat. Sie ist von Derek besessen (obsessed), bildet sich ein, er sei auch an ihr interessiert, und versucht mit allen Mitteln, seine Ehe zu zerstören und ihn für sich zu gewinnen. Derek lässt sich auf Lisas Avancen nicht ein, verschweigt aber auch alles seiner Frau.
Lisa versucht schließlich, sich nach Dereks Zurückweisung mit einer Überdosis Tabletten das Leben zu nehmen. Derek findet und rettet sie im letzten Moment, indem er den Notarzt alarmiert. Durch diesen Zwischenfall, der auf einer Dienstreise Dereks stattfindet, wird auch seine Frau auf Lisa aufmerksam, reist kurzerhand an und glaubt, Derek habe sie mit Lisa betrogen.
Von da ab leben Sharon und Derek für drei Monate getrennt, bis es ihm gelingt, Sharon doch von seiner Unschuld zu überzeugen. Kaum ist ihm das gelungen, mischt sich die inzwischen fast vergessene Stalkerin wieder ein. Lisa schafft es, vorübergehend den Sohn der Eheleute zu entführen, und sucht Sharon zu Hause auf, angeblich, um mit ihr über alles in Ruhe zu reden. Sie zettelt aber einen gewalttätigen Kampf an, der zum finalen Showdown zwischen Lisa und Sharon wird. Nach einem längeren Kampf geht Sharon als Siegerin hervor, will Lisa aber vor einem drohenden tödlichen Sturz vom Dachboden retten. Lisa versucht stattdessen, Sharon mit sich in den Tod zu reißen, scheitert aber und stürzt alleine in den Tod.

## Kritik
Das Lexikon des internationalen Films bezeichnete den Film als einen „dramaturgisch schwache[n] Thriller“. Es handle sich um ein „eher lächerliches als aufregendes Ausspielen von (ethnischen) Klischees“.

## Auszeichnungen (Auswahl)
Nominiert wurde Obsessed für die Goldene Himbeere 2010 sowie Beyoncé Knowles als schlechteste Schauspielerin. Im selben Jahr gewann der Film bei den MTV Movie Awards einen Preis in der Kategorie Best Fight (Knowles und Larter).